# Cyclosorus kotoensis
Cyclosorus kotoensis là một loài thực vật có mạch trong họ Thelypteridaceae. Loài này được (Hayata) W.C. Shieh mô tả khoa học đầu tiên năm 1976.